# Ilhéu de São Lourenço
Die Ilhéu de São Lourenço, auch Ilhéu do Romeiro genannt, ist eine kleine Insel, die der Ostküste der Azoreninsel Santa Maria vorgelagert ist. Sie gehört zur Gemeinde Santa Bárbara im Kreis Vila do Porto.
Das felsige Eiland liegt am Südende der Bucht von São Lourenço, etwas über 100 m östlich der Landspitze Ponta Negra. Die steil aufsteigende runde Insel mit einer nach Osten gerichteten schmalen Landzunge besitzt eine für Boote zugängliche Tropfsteinhöhle, in der es eine Kolonie des Azoren-Abendseglers (Nyctalus azoreum) gibt, des einzigen endemischen Säugetiers der Azoren. Auf der Insel brüten Seevögel wie Corys Sturmtaucher (Calonectris borealis) und die Flussseeschwalbe (Sterna hirundo).
Die Ilhéu de São Lourenço ist Teil des Schutzgebietes Reserva Natural da Baía de São Lourenço der IUCN-Kategorie V (Geschützte Landschaft).

## Weblinks

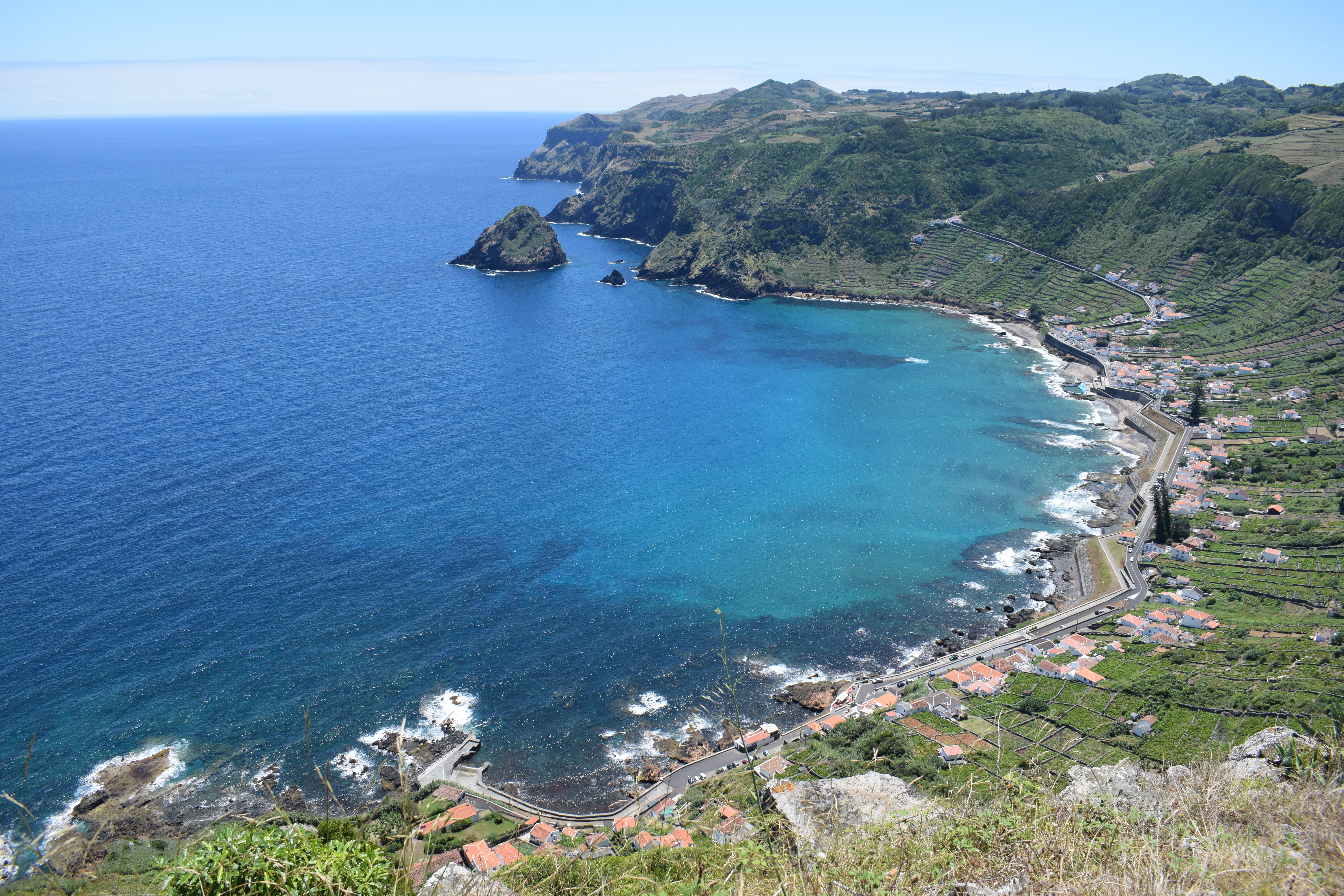
Bucht von São Lourenço
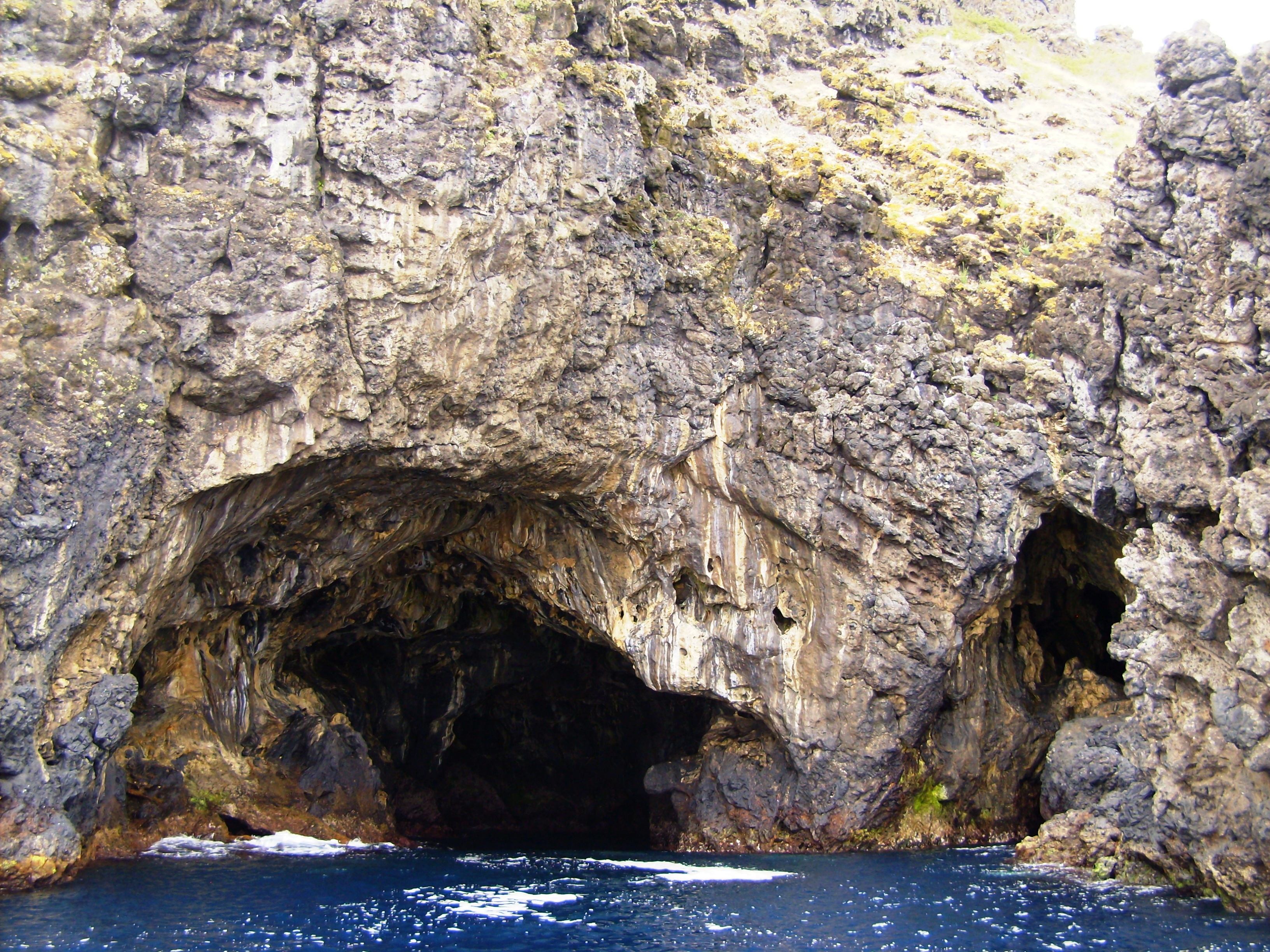
Höhleneingang